# Candacia falcifera
Candacia falcifera är en kräftdjursart som beskrevs av Farran 1929. Candacia falcifera ingår i släktet Candacia och familjen Candaciidae. Inga underarter finns listade i Catalogue of Life.